# ГАЕС Ракун-Маунтін
ГАЕС Ракун-Маунтін (англ. Raccoon Mountain Pumped-Storage Plant) – гідроакумулювальна електростанція у штаті Теннессі (Сполучені Штати Америки). 
У другій половині 1960-х на річці Теннессі (ліва притока Огайо, котра в свою чергу є лівою притокою Міссісіпі) за допомогою комбінованої бетонної/насипної греблі висотою 25 метрів та довжиною 1148 метрів створили водосховище ГЕС Nickajack. Наступного десятиліття цю велику водойму задіяли як нижній резервуар гідроакумулювальної станції Raccoon Mountain, верхній резервуар якої створили на висотах лівобережжя Теннесі, де звели кам’яно-накидну/земляну греблю висотою 70 метрів та довжиною 2590 метрів. Вона потребувала 7,3 млн м3 породи та утримує водойму з площею поверхні 2,1 км2 і об’ємом 44,8 млн м3, в якій відбувається коливання рівня поверхні між позначками 466 та 510 метрів НРМ. Розміри верхнього резервуару, заповнення якого потребує 28 годин роботи в насосному режимі, дозволяють запасати еквівалент 33 млн кВт-год електроенергії. 
Зі сховища через напірну шахту діаметром 10,7 метра та протяжністю 274 метра ресурс подається у горизонтальний тунель довжиною 0,4 км, який переходить у два діаметрами по 7,5 метра, а ті в свою чергу у чотири з діаметрами по 5,3 метра. Останні живлять чотири оборотні турбіни типу Френсіс потужністю по 413 МВт, які працюють при напорі у 311 метрів. 
Споруджений у підземному варіанті машинний зал має розміри 149х22 метри при висоті 24 метри. Крім нього існує окреме (так само підземне) приміщення для трансформаторного обладнання розмірами 117х17 метрів при висоті 14  метрів. Доступ до них персоналу здійснюється через тунель довжиною 416 метрів з перетином 7,3х8,8 метра.
Із нижнім резервуаром машинний зал пов’язує ще один тунель, при цьому відстань між його виходом та водозабором на верхньому резервуарі становить 0,85 км.
Зв’язок із енергосистемою забезпечується ЛЕП, що працюють під напругою 500 кВ та 161 кВ.